# 243 Ida
Ida (oznake 243 Ida) je asteroid u asteroidnom pojasu. Otkrio ga je Johann Palisa 29. rujna 1884. u Bečkom opservatoriju i ime je dobio po nimfi iz grčke mitologije. Kasnija teleskopska opažanja kategorizirala su Idu kao asteroid tipa S, najbrojniji tip u unutarnjem asteroidnom pojasu. Dne 28. kolovoza 1993. Idu je posjetila bespilotna svemirska letjelica Galileo, dok je bila na putu za Jupiter. To je bio drugi asteroid kojeg je posjetila neka svemirska letjelica i prvi oko kojeg je pronađen prirodni satelit, Dactyl. Površina Ide prekrivena je kraterima i uglavnom siva, iako manje varijacije boja označavaju novoformirana ili nepokrivena područja. Osim kratera, vidljive su i druge značajke, kao što su žljebovi, grebeni i izbočenja. Ida je prekrivena debelim slojem regolita, labavim krhotinama koje zatamnjuju čvrstu stijenu ispod. Najveće krhotine veličine do 25 cm, nazvani su blokovi izbacivanja, od kojih je nekoliko primijećeno na površini. Ida je jedno od tijela s najgušćim rasporedom kratera dosad istraženih u Sunčevom sustavu, a udarci su primarni proces oblikovanja njegove površine. Veliki dio površine asteroida nosi ime Pola regio, nazvan po Pulskoj zvjezdarnici.